# Eunidia rufolineata
Eunidia rufolineata är en skalbaggsart som beskrevs av Stefan von Breuning 1939. Eunidia rufolineata ingår i släktet Eunidia och familjen långhorningar.
Artens utbredningsområde är Kenya. Inga underarter finns listade i Catalogue of Life.